# فهرست بزرگترین شهرهای اروپا بر پایه جمعیت محدوده شهری
این مقاله فهرستی از بزرگترین شهرهای اروپا بر پایه جمعیت محدوده شهری است.

## بزرگترین شهرها
|    | شهر            | کشور      | جمعیت      | تاریخ           | ۲۰۱۱ جمعیت یورواستات | تصویر | موقعیت                                                        | منبع.         |
| -- | -------------- | --------- | ---------- | --------------- | -------------------- | ----- | ------------------------------------------------------------- | ------------- |
| ۱  | استانبول       | ترکیه     | ۱۴٬۸۰۴٬۱۱۶ | ۳۱ دسامبر ۲۰۱۶  |                      |       | ۴۱°۰۰′۴۹″شمالی ۲۸°۵۷′۱۸″شرقی / ۴۱٫۰۱۳۶۱۱°شمالی ۲۸٫۹۵۵°شرقی    | [ ۲ ]         |
| ۲  | مسکو           | روسیه     | ۱۳٬۱۹۷٬۵۹۶ | ۱ ژانویه ۲۰۱۷   |                      |       | ۵۵°۴۵′۰۰″شمالی ۳۷°۳۷′۰۰″شرقی / ۵۵٫۷۵°شمالی ۳۷٫۶۱۶۶۶۷°شرقی     | [ ۳ ]         |
| ۳  | لندن           | بریتانیا  | ۸٬۷۸۷٬۸۹۲  | ۳۰ ژوئن ۲۰۱۶    | ۸٬۱۷۳٬۹۴۱            |       | ۵۱°۳۰′۲۶″شمالی ۰°۰۷′۳۹″غربی / ۵۱٫۵۰۷۲۲۲°شمالی ۰٫۱۲۷۵°غربی     | [ ۴ ]         |
| ۴  | سن پترزبورگ    | روسیه     | ۵٬۳۲۳٬۳۰۰  | ۱ ژانویه ۲۰۱۷   |                      |       | ۵۹°۵۷′شمالی ۳۰°۱۸′شرقی / ۵۹٫۹۵°شمالی ۳۰٫۳°شرقی                | [ ۵ ] [ ۶ ]   |
| ۵  | برلین          | آلمان     | ۳٬۶۷۱٬۰۰۰  | ۳۱ دسامبر ۲۰۱۶  | ۳٬۴۶۰٬۷۲۵            |       | ۵۲°۳۱′۰۰″شمالی ۱۳°۲۳′۰۰″شرقی / ۵۲٫۵۱۶۶۶۷°شمالی ۱۳٫۳۸۳۳۳۳°شرقی | [ ۷ ]         |
| ۶  | مادرید         | اسپانیا   | ۳٬۱۶۵٬۲۳۵  | ۱ ژانویه ۲۰۱۴   | ۳٬۱۹۸٬۶۴۵            |       | ۴۰°۲۳′۰۰″شمالی ۳°۴۳′۰۰″غربی / ۴۰٫۳۸۳۳۳۳°شمالی ۳٫۷۱۶۶۶۷°غربی   | [ ۸ ]         |
| ۷  | کی‌یف           | اوکراین   | ۲٬۹۰۹٬۴۹۱  | ۱ ژوئن ۲۰۱۶     |                      |       | ۵۰°۲۷′۰۰″شمالی ۳۰°۳۱′۲۴″شرقی / ۵۰٫۴۵°شمالی ۳۰٫۵۲۳۳۳۳°شرقی     | [ ۹ ]         |
| ۸  | رم             | ایتالیا   | ۲٬۸۷۹٬۰۳۸  | ۱۹ اکتبر ۲۰۱۷   | ۲٬۸۷۳٬۴۹۴            |       | ۴۱°۵۴′شمالی ۱۲°۳۰′شرقی / ۴۱٫۹°شمالی ۱۲٫۵°شرقی                 | [ ۱۰ ]        |
| ۹  | پاریس          | فرانسه    | ۲٬۲۴۱٬۳۴۶  | ۱ ژانویه ۲۰۱۴   | ۲٬۲۴۹٬۹۷۷            |       | ۴۸°۵۱′۲۴″شمالی ۲°۲۱′۰۳″شرقی / ۴۸٫۸۵۶۷°شمالی ۲٫۳۵۰۸°شرقی       | [ ۱۱ ]        |
| ۱۰ | مینسک          | بلاروس    | ۱٬۹۴۹٬۴۰۰  | ۱ اکتبر ۲۰۱۵    |                      |       | ۵۳°۵۴′۰۰″شمالی ۲۷°۳۴′۰۰″شرقی / ۵۳٫۹°شمالی ۲۷٫۵۶۶۶۶۷°شرقی      | [ ۱۲ ]        |
| ۱۱ | بخارست         | رومانی    | ۱٬۸۸۳٬۱۴۴  | ۱ ژانویه ۲۰۱۶   | ۱٬۹۰۳٬۲۹۹            |       | ۴۴°۲۵′۵۷″شمالی ۲۶°۰۶′۱۴″شرقی / ۴۴٫۴۳۲۵°شمالی ۲۶٫۱۰۳۸۸۹°شرقی   | [ ۱۳ ] [ ۱۴ ] |
| ۱۲ | وین            | اتریش     | ۱٬۸۷۷٬۸۳۶  | ۱ ژوئیه ۲۰۱۷    | ۱٬۵۹۸٬۶۲۶            |       | ۴۸°۱۲′۰۰″شمالی ۱۶°۲۲′۰۰″شرقی / ۴۸٫۲°شمالی ۱۶٫۳۶۶۶۶۷°شرقی      | [ ۱۵ ]        |
| ۱۳ | بوداپست        | مجارستان  | ۱٬۷۵۹٬۴۰۷  | ۱ ژانویه ۲۰۱۵   | ۱٬۷۲۹٬۰۴۰            |       | ۴۷°۲۹′۳۳″شمالی ۱۹°۰۳′۰۵″شرقی / ۴۷٫۴۹۲۵°شمالی ۱۹٫۰۵۱۳۸۹°شرقی   | [ ۱۶ ]        |
| ۱۴ | هامبورگ        | آلمان     | ۱٬۷۵۸٬۰۴۱  | ۳۱ اکتبر ۲۰۱۴   | ۱٬۷۸۶٬۴۴۸            |       | ۵۳°۳۳′۵۵″شمالی ۱۰°۰۰′۰۵″شرقی / ۵۳٫۵۶۵۲۷۸°شمالی ۱۰٫۰۰۱۳۸۹°شرقی | [ ۱۷ ]        |
| ۱۵ | ورشو           | لهستان    | ۱٬۷۴۸٬۹۱۶  | ۳۰ ژوئن ۲۰۱۶    | ۱٬۷۰۸٬۴۹۱            |       | ۵۲°۱۴′۰۰″شمالی ۲۱°۰۱′۰۰″شرقی / ۵۲٫۲۳۳۳۳۳°شمالی ۲۱٫۰۱۶۶۶۷°شرقی | [ ۱۸ ]        |
| ۱۶ | بارسلون        | اسپانیا   | ۱٬۶۰۲٬۳۸۶  | ۱ ژانویه ۲۰۱۴   | ۱٬۶۱۱٬۰۱۳            |       | ۴۱°۲۳′۰۰″شمالی ۲°۱۱′۰۰″شرقی / ۴۱٫۳۸۳۳۳۳°شمالی ۲٫۱۸۳۳۳۳°شرقی   | [ ۸ ]         |
| ۱۷ | مونیخ          | آلمان     | ۱٬۵۲۱٬۶۷۸  | ۳۱ دسامبر ۲۰۱۵  | ۱٬۳۷۸٬۱۷۶            |       | ۴۸°۰۸′۰۰″شمالی ۱۱°۳۴′۰۰″شرقی / ۴۸٫۱۳۳۳۳۳°شمالی ۱۱٫۵۶۶۶۶۷°شرقی | [ ۱۹ ]        |
| ۱۸ | خارکیف         | اوکراین   | ۱٬۴۳۱٬۵۶۵  | ۱ ژانویه ۲۰۱۴   |                      |       | ۵۰°۰۰′۱۶″شمالی ۳۶°۱۳′۵۳″شرقی / ۵۰٫۰۰۴۴۴۴°شمالی ۳۶٫۲۳۱۳۸۹°شرقی | [ ۲۰ ]        |
| ۱۹ | میلان          | ایتالیا   | ۱٬۳۵۱٬۵۶۲  | ۱۹ اکتبر ۲۰۱۷   | ۱٬۳۲۴٬۱۱۰            |       | ۴۵°۲۸′۰۰″شمالی ۹°۱۱′۰۰″شرقی / ۴۵٫۴۶۶۶۶۷°شمالی ۹٫۱۸۳۳۳۳°شرقی   | [ ۱۰ ]        |
| ۲۰ | پراگ           | چک        | ۱٬۲۸۰٬۲۰۸  | ۳۱ دسامبر ۲۰۱۶  | ۱٬۲۴۱٬۶۶۴            |       | ۵۰°۰۵′۰۰″شمالی ۱۴°۲۵′۰۰″شرقی / ۵۰٫۰۸۳۳۳۳°شمالی ۱۴٫۴۱۶۶۶۷°شرقی | [ ۲۱ ]        |
| ۲۱ | صوفیه          | بلغارستان | ۱٬۲۶۰٬۱۲۰  | ۳۱ دسامبر ۲۰۱۴  | ۱٬۲۰۲٬۹۲۱            |       | ۴۲°۴۲′شمالی ۲۳°۲۰′شرقی / ۴۲٫۷°شمالی ۲۳٫۳۳°شرقی                | [ ۲۲ ]        |
| ۲۲ | نیژنی نووگورود | روسیه     | ۱٬۲۵۰٬۰۰۰  | ۱ ژانویه ۲۰۱۳   |                      |       | ۵۶°۱۹′۳۷″شمالی ۴۴°۰۰′۲۷″شرقی / ۵۶٫۳۲۶۹۴۴°شمالی ۴۴٫۰۰۷۵°شرقی   | [ ۲۳ ]        |
| ۲۳ | قازان          | روسیه     | ۱٬۲۱۶٬۹۶۵  | ۱ ژانویه ۲۰۱۶   |                      |       | ۵۵°۴۷′۲۵″شمالی ۴۹°۰۸′۰۵″شرقی / ۵۵٫۷۹۰۲۷۸°شمالی ۴۹٫۱۳۴۷۲۲°شرقی | [ ۲۴ ]        |
| ۲۴ | بروکسل         | بلژیک     | ۱٬۱۷۱٬۸۲۸  | ۱ ژانویه ۲۰۱۵   | ۱٬۱۳۶٬۷۷۸            |       | ۵۰°۵۱′شمالی ۴°۲۱′شرقی / ۵۰٫۸۵°شمالی ۴٫۳۵°شرقی                 | [ ۲۵ ]        |
| ۲۵ | سامارا (روسیه) | روسیه     | ۱٬۱۷۰٬۹۱۰  | ۱ ژانویه ۲۰۱۶   |                      |       | ۵۳°۱۲′۱۰″شمالی ۵۰°۰۸′۲۷″شرقی / ۵۳٫۲۰۲۷۷۸°شمالی ۵۰٫۱۴۰۸۳۳°شرقی | [ ۲۶ ]        |
| ۲۶ | بلگراد         | صربستان   | ۱٬۱۶۶٬۷۶۳  | ۳۰ سپتامبر ۲۰۱۱ |                      |       | ۴۴°۴۹′۰۰″شمالی ۲۰°۲۸′۰۰″شرقی / ۴۴٫۸۱۶۶۶۷°شمالی ۲۰٫۴۶۶۶۶۷°شرقی | [ ۲۷ ]        |
| ۲۷ | بیرمنگام       | بریتانیا  | ۱٬۱۲۴٬۶۰۰  | ۳۰ ژوئن ۲۰۱۶    | ۱٬۰۷۳٬۰۴۵            |       | ۵۲°۲۸′۵۹″شمالی ۱°۵۳′۳۷″غربی / ۵۲٫۴۸۳۰۵۶°شمالی ۱٫۸۹۳۶۱۱°غربی   | [ ۴ ]         |
| ۲۸ | روستوف-نا-دونو | روسیه     | ۱٬۱۱۹٬۸۷۵  | ۱ ژانویه ۲۰۱۶   |                      |       | ۴۷°۱۴′۰۰″شمالی ۳۹°۴۲′۰۰″شرقی / ۴۷٫۲۳۳۳۳۳°شمالی ۳۹٫۷°شرقی      | [ ۲۸ ]        |
| ۲۹ | تفلیس          | گرجستان   | ۱٬۱۱۸٬۰۳۵  | ۲۰۱۴            |                      |       | ۴۱°۴۳′N 44°۴۷′E                                               |               |
| ۳۰ | اوفا           | روسیه     | ۱٬۱۲۱٬۴۲۹  | ۱ ژانویه ۲۰۱۶   |                      |       | ۵۴°۴۵′۰۰″شمالی ۵۵°۵۸′۰۰″شرقی / ۵۴٫۷۵°شمالی ۵۵٫۹۶۶۶۶۷°شرقی     | [ ۲۹ ]        |
| 31 | کلن            | آلمان     | ۱٬۰۳۹٬۴۸۸  | ۳۰ ژوئن ۲۰۱۴    | ۱٬۰۰۷٬۱۱۹            |       | ۵۰°۵۶′۱۱″شمالی ۶°۵۷′۱۰″شرقی / ۵۰٫۹۳۶۳۸۹°شمالی ۶٫۹۵۲۷۷۸°شرقی   | [ ۳۰ ]        |
| ۳۲ | پرم            | روسیه     | ۱٬۰۴۱٬۸۷۶  | ۱ ژانویه ۲۰۱۶   |                      |       | ۵۸°۰۰′۰۰″شمالی ۵۶°۱۹′۰۰″شرقی / ۵۸°شمالی ۵۶٫۳۱۶۶۶۷°شرقی        | [ ۳۱ ]        |
| ۳۳ | وورونژ         | روسیه     | ۱٬۰۳۲٬۳۸۲  | ۱ ژانویه ۲۰۱۶   |                      |       | ۵۱°۴۰′۱۸″شمالی ۳۹°۱۲′۳۸″شرقی / ۵۱٫۶۷۱۶۶۷°شمالی ۳۹٫۲۱۰۵۵۶°شرقی | [ ۳۲ ]        |
| ۳۴ | ولگوگراد       | روسیه     | ۱٬۰۱۶٬۱۳۷  | ۱ ژانویه ۲۰۱۶   |                      |       | ۴۸°۴۲′۰۰″شمالی ۴۴°۳۱′۰۰″شرقی / ۴۸٫۷°شمالی ۴۴٫۵۱۶۶۶۷°شرقی      | [ ۳۳ ]        |
| ۳۵ | اودسا          | اوکراین   | ۹۹۹٬۳۵۹    | ۱ ژانویه ۲۰۱۴   |                      |       | ۴۶°۲۸′۰۰″شمالی ۳۰°۴۴′۰۰″شرقی / ۴۶٫۴۶۶۶۶۷°شمالی ۳۰٫۷۳۳۳۳۳°شرقی | [ ۲۰ ]        |
| ۳۶ | دنیپرو         | اوکراین   | ۹۸۲٬۹۶۹    | ۱ ژانویه ۲۰۱۴   |                      |       | ۴۸°۲۷′۰۰″شمالی ۳۴°۵۹′۰۰″شرقی / ۴۸٫۴۵°شمالی ۳۴٫۹۸۳۳۳۳°شرقی     | [ ۲۰ ]        |
| ۳۷ | ناپل           | ایتالیا   | ۹۷۰٬۱۸۵    | ۱۹ اکتبر ۲۰۱۷   | ۹۵۹٬۵۷۴              |       | ۴۰°۵۰′۰۰″شمالی ۱۴°۱۵′۰۰″شرقی / ۴۰٫۸۳۳۳۳۳°شمالی ۱۴٫۲۵°شرقی     | [ ۱۰ ]        |